# Rhodocyclaceae
Die Rhodocyclaceae bilden eine Familie gramnegativer Bakterien. Diese gehört bisher als einzige zur Ordnung Rhodocyclales aus der Klasse der Betaproteobakterien. Zu dieser Familie gehören viele Gattungen, die früher als Pseudomonadaceae klassifiziert wurden, aber nach den Erkenntnissen der molekularen Phylogenie (zum Beispiel 16S-rRNA-Sequenzen) als nicht verwandt zu den klassischen Pseudomonas-Arten eingestuft wurden.

## Merkmale und Ökologie
Die Rhodocyclaceae umfassen hauptsächlich aerobe (auf Sauerstoff angewiesen) stäbchenförmige Bakterien, die durch vielseitige Stoffwechselleistungen gekennzeichnet sind. Auch strikt anaerobe Bakterien, die nur unter Ausschluss von Sauerstoff leben können und als Stoffwechsel die Fermentation (umgangssprachlich als Gärung bezeichnet) anwenden, sind in dieser Familie anzutreffen, wie zum Beispiel Propionibacter. Die verschiedenen Arten der Rhodocyclaceae sind meist durch Geißeln beweglich und kommen in Süßwasser oder im Boden vor. Einige, wie Zoogloea, kommen auch in Abwässern vor und spielen eine wichtige Rolle bei der biologischen Abwasserbehandlung in Kläranlagen.
Stickstofffixierende Bakterien sind ebenfalls in dieser Familie vertreten. Sie können den freien, molekularen Stickstoff (N2, Distickstoff) aus der Umgebung aufnehmen und im Stoffwechsel weiter verwerten, eine Fähigkeit die unter den Bakterien relativ weit verbreitet ist, im Pflanzen- und Tierreich aber fehlt. Einige der stickstofffixerenden Arten bilden Assoziationen mit verschiedenen Pflanzenarten, wie Reis und Kallargras (Leptochloa fusca) und versorgen sie mit Stickstoff, andere kommen frei im Boden vor. Die stickstofffixierenden Arten benötigen in der Regel mikroaerobe Bedingungen (geringer Sauerstoffgehalt in der Umgebung) um den Stickstoff zu binden.
Zurzeit wird die Möglichkeit untersucht, Azoarcus zur Verbesserung des Reisanbaus einzusetzen.
Die namengebende Gattung Rhodocyclus ist eher untypisch für die Gruppe, da sie  unter anaeroben Bedingungen zur anoxygenen Photosynthese fähig ist und zur physiologischen Gruppe der Nichtschwefelpurpurbakterien gehört. Außerdem zeichnet sich die Art Rhodocyclus purpureus durch ungewöhnliche, U-förmige bis ringförmige Zellen aus.

## Stickstofffixierung
Zu den Stickstofffixierer der Rhodocyclaceae zählen verschiedene im Boden vorkommende Arten von Azoarcus, Azospira, Azovibrio und Azonexus. Die Vorsilbe „Azo-“ ist von Französisch „azote“ (Stickstoff) abgeleitet. Verschiedene dieser Arten sind hierbei mit Pflanzen assoziiert und kommen auf der Wurzeloberfläche oder auch innerhalb des Wurzelgewebes (endophytisch) vor. Allerdings kommt es hier nicht zur Bildung von speziellen symbiotischen Strukturen wie es bei Rhizobien und verschiedenen Hülsenfrüchtlern (Wurzelknöllchen) der Fall ist. Die Arten von Azoarcus sind ökologisch stark an die Pflanzen gebunden, denn frei im Boden, außerhalb von Rhizosphären wurden sie noch nicht gefunden. Eine freie Kultivierung im Labor nach der Isolation von den Pflanzen ist aber möglich. Zu den endophytischen Arten zählen zum Beispiel Azospira oryzae und Azoarcus indigens. Sie besiedeln den Raum zwischen den einzelnen Pflanzenzellen des Wurzelgewebes, den sogenannten Apoplast, kommen also nicht innerhalb der Pflanzenzellen vor. Andere Arten kommen auf der Wurzeloberfläche vor (epiphytisch). Hierzu zählen zum Beispiel Azoarcus evansii und A. buckelii. Die verschiedenen Arten von Azoarcus, Azovibrio und Azospira wurden in Wurzeln von Kallargras, eine an Überflutung angepasste und salztolerante C4-Pflanze gefunden. Auch im Wurzelgewebe von Reis (Oryza sativa) kommen Arten vor.
Andere Vertreter der stickstofffixierenden Rhodocyclaceae sind wiederum ausschließlich außerhalb der Wurzelsphäre, völlig unabhängig von Pflanzen, im Boden anzutreffen. Hierzu zählen zum Beispiel verschiedene Arten von Azoarcus, wie Azoarcus evansii und A. buckelii. In oder an Pflanzen wurden sie noch nicht gefunden.
Es folgt eine Liste einiger Gattungen und Arten dieser Familie:
- Azospira Reinhold-Hurek & Hurek 2000
  - Azospira oryzae Reinhold-Hurek & Hurek 2000
  - Azospira restricta Bae et al. 2007
- Azovibrio Reinhold-Hurek & Hurek 2000
  - Azovibrio restrictus Reinhold-Hurek & Hurek 2000
- Niveibacterium Chun et al. 2016
  - Niveibacterium umoris Chun et al. 2016
- Oryzomicrobium Liu et al. 2017
  - Oryzomicrobium terrae Liu et al. 2017
- Propionivibrio Tanaka et al. 1991
  - Propionivibrio dicarboxylicus Tanaka et al. 1991
  - Propionivibrio limicola Brune et al. 2002
  - Propionivibrio pelophilus (Meijer et al. 1999) Brune et al. 2002
- Rhodocyclus Pfennig 1978
  - Rhodocyclus purpureus Pfennig 1978
  - Rhodocyclus tenuis (Pfennig 1969) Imhoff et al. 1984

Die folgenden Gattungen werden neuerdings in der LPSN abgetrennt und innerhalb der Ordnung in eigene Familien gestellt:
Familie Azonexaceae Boden et al. 2017
- Azonexus Reinhold-Hurek & Hurek 2000
  - Azonexus caeni Quan et al. 2006
  - Azonexus hydrophilus Chou et al. 2008
  - Azonexus fungiphilus Reinhold-Hurek & Hurek 2000
- Dechloromonas Achenbach et al. 2001
  - Dechloromonas agitata Achenbach et al. 2001
  - Dechloromonas denitrificans Horn et al. 2005
- Ferribacterium Cummings et al. 2000
  - Ferribacterium limneticum Cummings et al. 2000
- Quatrionicoccus Tindall & Euzéby 2006
  - Quadricoccus australiensis (Maszenan et al. 2002) Tindall & Euzéby 2006

Familie Fluviibacteraceae Watanabe et al. 2020
- Fluviibacter Watanabe et al. 2020
  - Fluviibacter phosphoraccumulans Watanabe et al. 2020

Familie Zoogloeaceae Boden et al. 2017
- Azoarcus Reinhold-Hurek et al. 1993
  - Azoarcus anaerobius Springer et al. 1998
  - Azoarcus buckelii Mechichi et al. 2002
  - Azoarcus communis Reinhold-Hurek et al. 1993
  - Azoarcus evansii Anders et al. 1995
  - Azoarcus indigens Reinhold-Hurek et al. 1993
  - Azoarcus toluclasticus Song et al. 1999
  - Azoarcus tolulyticus Zhou et al. 1995
  - Azoarcus toluvorans Song et al. 1999
- Thauera Macy et al. 1993
  - Thauera aminoaromatica Mechichi et al. 2002
  - Thauera aromatica Anders et al. 1995
  - Thauera chlorobenzoica Song et al. 2001
  - Thauera linaloolentis Foss & Harder 1999
  - Thauera mechernichensis Scholten et al. 1999
  - Thauera phenylacetica Mechichi et al. 2002
  - Thauera selenatis Macy et al. 1993
- Uliginosibacterium Weon et al. 2008
  - Uliginosibacterium gangwonense Weon et al. 2008
- Zoogloea Itzigsohn 1868
  - Zoogloea caeni Shao et al. 2009
  - Zoogloea oryzae Xie & Yokota 2006
  - Zoogloea ramigera Itzigsohn 1868
  - Zoogloea resiniphila Mohn et al. 1999

Nach der LPSN  (ebenso wie nach der Taxonomie des NCBI, nicht aber nach der GTDB) wird die folgende Familie ebenfalls abgetrennter Gattungen in die Ordnung Nitrosomonadales gestellt:
Familie Sterolibacteriaceae Boden et al. 2017
- Georgfuchsia Weelink et al. 2011
  - Georgfuchsia toluolica Weelink et al. 2011
- Sterolibacterium Tarlera & Denner 2003
  - Sterolibacterium denitrificans Tarlera & Denner 2003

Nach der LPSN wird die folgende Familie mit einer abgetrennten Gattung in die Ordnung Hyphomicrobiales gestellt:
Familie Rhizobiaceae Conn 1938
- Crabtreella Xie & Yokota 2006
  - Crabtreella saccharophila Xie & Yokota 2006